# Les Bleus de la marine (bande dessinée)
Pour les œuvres portant le même titre, voir Les Bleus de la marine.
Les Bleus de la marine est la septième histoire de la série Les Tuniques bleues de Lambil et Raoul Cauvin. Elle est publiée pour la première fois du no 1904 au no 1917 du journal Spirou, puis en album en 1975.

## Résumé
Une bataille entre les Nordistes et les Sudistes tourne mal pour les Yankees. Devant la possibilité d'un échec, le général Curland ordonne d'envoyer la cavalerie afin de soutenir l'infanterie. 
Le sergent Chesterfield et le caporal Blutch s'élancent ainsi sous les ordres d'un officier qu'ils connaissent bien, le capitaine Stark, visiblement remis de ses blessures, et qui est réaffecté au commandement du 22e de cavalerie. N'ayant pas changé, il se lance dans une charge suicidaire, et finit par révoquer de la cavalerie Chesterfield et Blutch, le premier pour insubordination, le second pour lâcheté. 
Le sergent et le caporal voyagent alors dans tous les corps d'armée, provoquant l'exaspération de tous leurs officiers : fantassins, artilleurs et brancardiers. Finalement, ils sont réaffectés au dernier poste qui existe, celui de la marine.
Ainsi, Blutch et Chesterfield deviennent des marins. Mais la marine nordiste est désuète comparée à la flotte sudiste, bien plus moderne et mieux équipée. Le sergent et le caporal participent à la bataille de Hampton Roads, opposant les frégates nordistes aux redoutables cuirassés sudistes, notamment le navire-amiral CSS Virginia, surnommé Merrimac, des Confédérés. Blutch et Chesterfield sont marins à bord du seul cuirassé nordiste, le USS Monitor, le seul navire capable de rivaliser face aux cuirassés sudistes. La bataille se termine par un match nul, deux frégates nordistes et une canonnière sudiste sont coulées par les cuirassés. 
Après la bataille, Chesterfield et Blutch sont réaffectés à la cavalerie, car leur vieil ami le caporal Bryan les avertit que Stark a décimé son régiment, et qu'il recherche désespérément des cavaliers valides.

## Personnages
- Sergent Chesterfield : une nouvelle facette du personnage se dessine dans les premières pages de cet album. On avait en effet coutume de voir Chesterfield obéir scrupuleusement à des ordres directs, et ce même quand ces ordres apparaissent comme étant abusifs[2]. Il s'oppose en effet violemment à Stark quand il croit que Blutch est mort, et manque même l'insulter. Par la suite, Chesterfield sera à nouveau ridiculisé, multipliant les erreurs, étant par exemple le dernier canonnier à continuer à larguer des salves même après la fin de la bataille. Très fier d'être un cavalier, il s'emportera à chaque fois qu'un soldat d'un autre corps militaire critiquera la cavalerie.
- Caporal Blutch : de manière aussi comique, c'est dans cet album le moins honorable du duo qu'il finira par être récompensé, recevant une médaille. Blutch continuera à accompagner fidèlement Chesterfield, en étant souvent un peu forcé, et fera comme toujours preuve de sa fameuse lâcheté, sautant couramment dans l'eau à chaque fois qu'un combat s'annonce, pensant que cela se terminera toujours en naufrage critique. C'est également le premier album où Blutch fait semblant d'être mort lors des charges. En effet, dans les albums précédents, il chargeait, certes en rechignant, mais en réussissant parfois à se retrouver en première ligne[3]. Dans cet album, Blutch commence à mettre au point la technique qu'il perfectionnera avec Arabesque, consistant à se faire passer pour mort dès le début de la charge.
- Capitaine Stark : grand retour de Stark, qui reste fidèle à l'image qu'on avait de lui dans l'album Du Nord au Sud. Il charge sans hésitation, sans se soucier de ses propres pertes. Il est même mécontent quand il ramène trop d'hommes valides. Comme lors de sa première apparition, Stark fait preuve d'une chance incroyable, parvenant toujours à revenir indemne des combats.

## Analyse

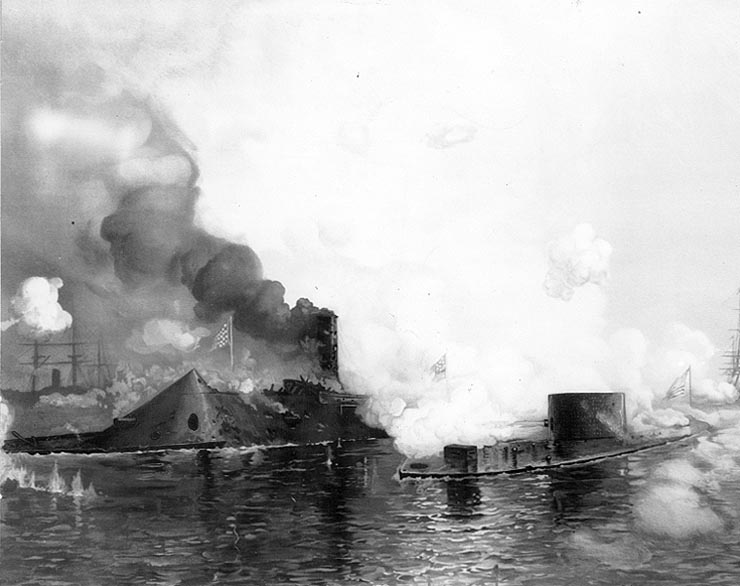
Le combat de Hampton Roads, fidèlement restitué dans cet album

C'est un album qui marque un cap dans la série des Tuniques bleues, et ce pour plusieurs raisons. La plus évidente est que c'est le premier album relatant une bataille qui a réellement eu lieu lors de la Guerre de Sécession. En effet, jusqu'alors, les autres albums décrivaient certes des batailles, mais sans préciser le lieu exact, ni le moment. Cette décision de relater à travers les yeux des héros une bataille qui a réellement eu lieu renforce le réalisme de la série et son sérieux. Ce sérieux se manifeste ici de façon humoristique. Nos deux héros voyagent en effet dans tous les corps de l'armée qui puissent exister. Un très large panneau se dégage ainsi de cette expérience, l'album montrant de manière comique les travers de l'armée : une rivalité enfantine et fondée sur des préjugés entre les différents corps militaires, l'incompétence des officiers, souvent plus lâches que les simples fantassins... Cette satire générale de la guerre est une constante dans Les Tuniques bleues, et elle semble véritablement commencer à partir de cet album.